# أورغنزة
الأُورغنزة أو الأُوركنزا أو الأُرغَنْزَة أو (نقحرة: الأورجانزا) هو نسيج رقيق، سادة، شفاف يُصنع تقليدياً من الحرير. تصنع العديد من أقمشة الأُرغنزة بإضافة نسيج من خيوط تركيبية الألياف مثل البوليستر أو النايلون. يتم نسج الأُرغنزة الحريرية بواسطة عدد من المطاحن على طول نهر اليانغتسي وفي مقاطعة تشجيانغ في الصين. كما يتم نسج الأُرغنزة الحريرية الخشنة في منطقة بنغالور في الهند. أما الأُرغنزة الحريرية الفاخرة فيتم نسجها في فرنسا وإيطاليا.
يستخدم الأُرغنزة في صناعة فساتين الزفاف والسهرة. كما يستخدم في التصاميم الداخلية والديكور لإضافة تأثيرات في غرف النوم وبين الغرف.
يُعتقد أن المصطلح مشتق من كلمة الأورغن الفرنسية، وأصله من مدينة أورجينش في آسيا الوسطى التي كانت تقع في منتصف طريق الحرير الشمالي.